# Arsínoe IV
Arsínoe IV (ca. 68 a.C. — 41 a.C.), rainha do Chipre ao lado do irmão Ptolomeu XIV, e rainha do Egito em oposição a Cleópatra VII foi a filha mais nova do rei Ptolemeu XII. A sua mãe foi provavelmente a rainha Cleópatra V, mas não há certezas neste domínio. Foi irmã de Cleópatra VI, Ptolemeu XIII, Cleópatra VII, Berenice IV e Ptolemeu XIV.
Após o regresso de Ptolomeu XII Auletes de Roma em 55 a.C., Arsínoe e seus irmãos foram divinizados como "Soberanos e Deuses Maiores" e receberam os titulos de "Filadelfos" (Philadelphoi, irmãos no amor). Ptolomeu XII deixou o trono do Egito para os filhos mais velhos, Cleopatra VII, de 18 anos, e Ptolomeu XIII de 10, e o trono do Chipre para Arsínoe, de aproximadamente 15 anos, e para Ptolomeu XIV de 8 anos de idade.
Quando o seu pai faleceu em 51 a.C. os seus irmãos Cleópatra e Ptolemeu XIII tornaram-se regentes do Egito, mas com apenas um ano de governo, os ministros de Ptolomeu XIII deram um golpe de estado, fazendo com que Cleópatra abandonasse o país e se exilasse na Síria. Com Cleópatra fora do Egito, os ministros colocaram Arsínoe como rainha ao lado do irmão. Em 48 a.C. após a derrota de Pompeu na guerra civil contra Júlio César, o general derrotado foi procurar asilo no Egito, seu antigo aliado, mas ao chegar em Alexandria, foi decapitado à mando de Ptolomeu XIII. Júlio César chegou poucos dias depois, e o jovem rei, acreditando que conseguiria a simpatia de César, deu-lhe a cabeça de Pompeu, despertando exatamente o contrário. César resolveu ficar no Egito na condição de executor legal do testamento de Ptolomeu XII, para resolver a guerra entre os irmãos regentes, e assim, restabelecer o pagamento da divida que o Egito tinha com Roma desde o auxílio romano à Ptolomeu XII em 55 a.C., mas com um dos regentes fora do país, a situação apenas se prolongava ainda mais. Engenhosamente, Cleópatra conseguiu regressar ao Egito sem o conhecimento dos irmãos ou dos ministros, conseguindo uma entrevista particular com Júlio César, aonde se tornou sua amante, conseguindo seu apoio na restauração de seu trono.
Mesmo com Júlio César intermediando a questão dos regentes, o exército egípcio continuava resistindo, apoiando o trono de Ptolomeu XIII e da rainha Arsínoe IV. César, mantinha a familia real como refém, quando Arsínoe conseguiu fugir e se uniu ao seu tutor, o eunuco Ganímedes, e ao comandante do exército Aquilas. Poucos dias depois, César libertou Ptolomeu XIII para que, em vão, o rei apaziguasse o exército. Ptolomeu XIII se uniu à irmã, e ambos passaram a liderar o exército contra César e Cleópatra, fazendo com que a Batalha Alexandrina fosse inevitável.
Em 47 a.C., durante a Batalha do Nilo, Ptolomeu XIII, de então 12 anos de idade, morreu afogado no Nilo devido ao peso de sua armadura, e Arsínoe foi capturada por Júlio César. Prisioneira de guerra ela foi levada para Roma, onde esta foi exposta no cortejo triunfal, junto com Ganímedes, para logo em seguida, ser perdoada e exilada. Foi então enviada para Éfeso, detida no templo de Ártemis, daonde teria "reinado" como rainha do Egito para poucos simpatizantes. Em 41 a.C., temendo um possível regresso da irmã que já estava tentando conseguir aliados para retomar seu trono, Cleópatra pediu ao seu novo amante Marco António a execução de Arsínoe.
Arsínoe tinha 25 anos de idade quando foi sepultada em Éfeso numa tumba de forma octagonal em referencia ao Farol de Alexandria.
Recentemente descobriu-se o esqueleto de uma jovem sepultada em Éfeso, que a arqueóloga Dra. Hilke Thur, acredita ser de Arsínoe, a irmã da última rainha da dinastia de Ptolomeu, mas existem várias controvérsias em relação à essa teoria, já que o esqueleto encontrado foi decapitado (provavelmente durante sua exumação e não devido à morte da vítima) na década de 1920, e o crânio se perdeu, impossibilitando um resultado mais preciso dos testes e exames feitos nele para sua identificação.